# Chelemys
Chelemys (Thomas, 1903) è un genere di roditori della famiglia dei Cricetidi.

## Descrizione

### Dimensioni
Al genere Chelemys appartengono roditori di piccole dimensioni, con lunghezza della testa e del corpo tra 108 e 146 mm, la lunghezza della coda tra 47 e 53 mm e un peso fino a 96 g.

### Caratteristiche craniche e dentarie
Il cranio è robusto, il rostro è corto e largo, la scatola cranica è squadrata mentre le ossa nasali non sono particolarmente sviluppate. Gli incisivi superiori sono tozzi, lisci e robusti, i molari hanno la corona alta.
Sono caratterizzati dalla seguente formula dentaria:

### Aspetto
La pelliccia è corta, soffice e densa. Le parti dorsali variano dal bruno-olivastro scuro al bruno-grigiastro, mentre le parti ventrali sono generalmente più chiare, biancastre o bianco-grigiastre. Le orecchie sono piccole. Le zampe anteriori sono robuste, il pollice possiede un artiglio, mentre le altre dita sono munite di artigli lunghi ed appuntiti. I piedi sono corti e larghi, con le dita anch'esse fornite di artigli robusti e con una frangia di peli lungo il margine laterale. I palmi e le piante sono privi di peli, queste ultime sono ricoperte di scaglie e sono provviste di sei grossi cuscinetti carnosi. Il quinto dito ha l'artiglio ben sviluppato che raggiunge la seconda falange del quarto dito. La coda è corta e densamente ricoperta di scaglie, che coprono completamente le scaglie sottostanti. È presente la cistifellea.

## Distribuzione
Il genere è diffusa nell'America meridionale, in Cile ed Argentina.

## Tassonomia
Il genere comprende 2 specie.
- Chelemys macronyx
- Chelemys megalonyx